# 河东店镇
河东店镇，是中华人民共和国陕西省汉中市汉台区下辖的一个乡镇级行政单位。

## 行政区划
河东店镇下辖以下地区：
褒河社区、河东店村、周寨村、张寨村、邹马村、磨里村、瞿鲁营村、花果村、黎明村、光明村、平安村、老丈沟村、麻坪寺村、沙河沟村、马家沟村、贯沟村、蚂蝗沟村和三娘坝村。